# 竹山县
竹山县是中国湖北省十堰市所辖的一个县。总面积为3590平方公里，常住人口約35万人。三國時代，竹山被称为上庸，也是漢末（接近三國）時期將領申耽和申儀兄弟的籍貫，在《三國演義》中是廖化求援被拒的地方。县人民政府位于城关镇。

## 地理
竹山县年平均降水量824.9毫米，年平均气温15.6℃。
汉江最大支流堵河位于该县境内。

## 人口
十堰市第七次全国人口普查公报显示：竹山县常住人口为346069人，男性人口占比52.76%，女性人口占比47.24%，年龄结构中0-14岁占比19.73%，15-59岁占比58.63%，60岁以上占比21.63%，65岁以上占比16.3%。
竹山县有汉族、回族、壮族、蒙古族、满族等8个民族。

## 行政区划
竹山县下辖9个镇、8个乡：
城关镇、溢水镇、麻家渡镇、宝丰镇、擂鼓镇、秦古镇、得胜镇、上庸镇、官渡镇、潘口乡、竹坪乡、大庙乡、双台乡、楼台乡、文峰乡、深河乡和柳林乡。

## 交通
- 346国道过境。